# (34428) 2000 SA27
2000 SA27 (asteroide 34428) é um asteroide da cintura principal. Possui uma excentricidade de 0.06587450 e uma inclinação de 21.94552º.
Este asteroide foi descoberto no dia 23 de setembro de 2000 por LINEAR em Socorro.